# Urtica mexicana
Urtica mexicana là loài thực vật có hoa trong họ Tầm ma. Loài này được Liebm. miêu tả khoa học đầu tiên năm 1851.